# Théorie des jeux en relations internationales
Les relations « entre nations » ont depuis longtemps été un objet d'étude, mais les relations internationales, en tant que discipline scientifique, sont nées après la Première Guerre mondiale. Le terme international se réfère, d’après Bentham et Hegel, aux États.  Les courants de philosophie politique considèrent que les relations d’un État à l’extérieur de son territoire, relations « entre nations » ou internationales, se déroulent dans l’anarchie. Pour Hegel, « les conflits entre États, lorsque les volontés particulières ne trouvent pas de terrain d'entente, ne peuvent être réglés que par la guerre »[réf. souhaitée]. Selon Carl Schmitt (1922, 1933, 1938), l'autonomie étatique repose sur la possibilité de l'État de s'autoconserver, en dehors même de la norme juridique, par une action qui prouvera cette souveraineté. Le propos des théories internationales a été, de tout temps, d’étudier celles-ci sous différents angles, le réalisme, le libéralisme et le constructivisme étant les principaux, dans le but d’expliquer, d’éclairer ou même d'influer sur les politiques internationales pour trouver d’autres solutions que la guerre. 
De façon quasi concomitante au développement de cette discipline est apparue la théorie des jeux, conçue par des mathématiciens (John von Neumann, John Forbes Nash, John Harsanyi et Reinhard Selten parmi les pionniers) et se proposant d’expliquer à l’aide d’outils analytiques les interactions stratégiques entre acteurs. 
Son essor depuis les années 50, dans un contexte de guerre froide marqué par le jeu des puissances étatiques américaine et russe principalement, ne pouvait que naturellement conduire les théoriciens des Relations internationales à s’intéresser de plus près à cet ensemble d’outils. Déjà le général prussien Carl von Clausewitz dans son traité De la Guerre (Vom Krieg, 1832) considérait la guerre comme la continuation de la politique par d’autres moyens, autrement dit : une arme de négociation parmi d’autres. Ne parle-t-on pas de jeu des relations internationales ? « Le jeu étant alors une interaction stratégique entre deux États, le choix de l’un influençant la situation de l’autre » (Eber 2004).

## Définitions

### Théorie des jeux
« La théorie des jeux est un ensemble d’outils analytiques qui ont été développés pour faciliter la compréhension des situations d’interaction entre des décideurs (agents, joueurs) rationnels ».
Les hypothèses de base de cette théorie sont :
- la rationalité des décideurs qui poursuivent des objectifs exogènes et indépendants,
- « leur prise en compte de la connaissance qu’ils ont ou des anticipations qu’ils font du comportement des autres acteurs »[4].

### Relations internationales: définitions
La définition des relations internationales en tant qu'objet d’étude comporte le difficile problème de la définition de l’adjectif « international ». 
Cet adjectif dérivé de nation porte en lui un sens qui semble implicite à savoir qu’il se rapporte aux relations « entre nations », entre États. En réalité il convient de préciser les acteurs et le périmètre des relations pour en comprendre le sens actuel. 
D’une définition stato-centrée (i.e. basée exclusivement sur les relations entre États), le concept a évolué vers une définition plus large avec notamment l’implication d’organisations non étatiques (type ONG) ([Battistella] D., 2004).

#### Relations entre États
L’adjectif « international », introduit par le philosophe Jeremy Bentham en 1801, serait lié originellement aux transactions transfrontalières et aux règles qui les régulent, soit le « droit des gens ». Poussant plus avant sa définition, il l’élargit à la notion de transactions mutuelles entre États souverains. Le terme de Bentham est équivalent à interétatique ou intergouvernemental et suppose une personnification de l’État-nation. 
- Personnification des États (Hegel) :

Personnification qu’on retrouve dans l’œuvre de Hegel où les États sont considérés comme les acteurs principaux des relations entre nations, étant les seuls à pouvoir prendre la décision ultime de la guerre. 
- L’hostilité au centre des relations internationales (Schmitt) :

Selon Carl Schmitt, l’hostilité est le concept central des relations internationales, car ces dernières sont caractérisées par l’hostilité entre les États. Schmitt fut le premier théoricien de la guerre froide, non parce qu’il fut le premier à analyser le conflit Est/Ouest, mais parce qu’il fut le premier à souligner que la situation de paix-guerre - où l’hostilité prime - n’apparaît pas qu’au lendemain ou dans la foulée du second conflit mondial avec l’antagonisme américano-soviétique. Son approche se place sous les auspices de la pensée clausewitzienne. L’hostilité est le présupposé de la guerre et l’ennemi est le concept premier par rapport à la guerre. Ces relations internationales structurées par la relation ami-ennemi sont d’abord des relations entre États, mais en même temps l’État, s’il est l’unique sujet du droit international, n’est pas l’unique acteur de la politique internationale. 
- Définition des relations internationales retenue dans le cadre de ce sujet (Hull) :

« Le point de départ des relations internationales est l’existence d’États, ou de communautés politiques indépendantes, avec à leur tête un gouvernement revendiquant la souveraineté sur une portion particulière de la surface terrestre ».

#### Autres contributions aux fondements de la théorie des relations internationales
Parmi les autres personnalités qui ont contribué à établir les fondements d’une théorie des relations internationales, il faut également mentionner Carl von Clausewitz et Henry Kissinger.
Carl von Clausewitz : « la guerre, continuation de la politique par d’autres moyens »

Dans son ouvrage De la Guerre (1832), ce dernier a apporté une contribution nodale à l’explication de la stratégie militaire en expliquant que toutes les décisions prises sur un champ de bataille sont caractérisées par l’incertitude. L’issue de toute guerre est imprévisible, car aucune planification rationnelle des opérations militaires ne peut prévoir tous les obstacles qui sont susceptibles d’entraver ou de faire échouer le déroulement de ces opérations. L’influence de l’œuvre de Carl von Clausewitz ne tient pas uniquement au fait qu’il a conceptualisé la notion d’incertitude qui deviendra, au XXe siècle, un des éléments centraux de la théorie réaliste de l’acteur rationnel. Il a également montré que la guerre est la continuation de la politique par d’autres moyens et que son issue repose, non seulement sur les capacités militaires d’un État, mais sur ses ressources sociales et économiques.
Henry Kissinger et les conditions d’établissement d’une alliance stratégique

Une question cruciale, qui a donné lieu à de nombreux débats, est l’interrogation sur les conditions d’établissement d’une alliance stratégique. Selon Henry Kissinger, les alliances stratégiques résultent essentiellement de la volonté des États, mais elles ne peuvent exister qu’entre États dont les systèmes économiques, politiques et idéologiques sont similaires, convergents ou compatibles. Durant la période la plus dure de la guerre froide (1947-1956/60), Henry Kissinger soutient qu’aucune alliance n’est envisageable entre les États-Unis et l’Union soviétique en raison du caractère antagonique de leurs systèmes économiques et politico-idéologiques. La dissuasion nucléaire ou l’équilibre de la terreur lui apparaît, ainsi qu’à un très grand nombre d’autres réalistes, dont Raymond Aron, la seule alternative susceptible de maintenir la paix entre les deux superpuissances à l’échelle mondiale. 
Raymond Aron et sa lecture multipolaire ou bipolaire des relations interétatiques

Raymond Aron (1962) propose une lecture de ces relations interétatiques sous deux angles (Devin, 2002) :
- Angle multipolaire constitué de plusieurs « unités politiques » comparables par leur taille et leur puissance économique et militaire. À titre d'exemple, le Congrès de Vienne (1815) dans lequel Autriche, France, Grande-Bretagne, Prusse et Russie se partagent équitablement les forces.
- Angle bipolaire constitué de deux coalitions antagonistes dans lesquelles se rangent la plupart des « unités politiques », elles-mêmes organisées autour de deux acteurs politiques principaux. L'exemple évident est la Guerre froide avec le bloc russe et le bloc américain.
- Il envisage également un angle unipolaire : après l’éclatement de l’URSS dans les années 1990, le système international n’était ni bipolaire ni multipolaire mais dominé par les États-Unis et donc unipolaire, bien que « transitoire » (Interlude de Layne, 1993) d’un point de vue réaliste (Devin, 2002).

#### Des relations internationales au-delà des États (ONG etc.)
Relations au-delà de l’espace contrôlé par les États pris individuellement quel que soit l’acteur (étatique ou non) considéré au sens actuel.

### Typologie des relations internationales
Les États souverains adhèrent librement et volontairement à des ententes et à des règles qui maintiennent la dynamique des conflits interétatiques dans un cadre pacifique. Toutefois, l’instauration d’une paix perpétuelle est inimaginable en raison de la souveraineté, des ambitions, des inégalités et de la méfiance mutuelle des États qui les placent dans un dilemme de sécurité.
On peut distinguer deux principaux types de Relations internationales :
- l'interaction : c'est une relation telle que la modification du comportement de l’un agit sur l’autre. Il s'agit d'une relation typiquement de sécurité : adoption d’une mesure de défense par un État, perçue par un autre comme une aggravation de la menace qui provoque en retour une contre-mesure et alimente un processus d’escalade (course à l’armement).
- l'interdépendance : relation dans laquelle les acteurs opèrent des choix qui individuellement sont marginaux mais cumulés sont de nature à modifier l’ensemble des relations (flux du commerce international). Aux effets de compétition d’une relation d'interaction se substituent des effets d’agrégation d’une relation d’interdépendance.

#### Structure des relations internationales
Les relations internationales ont une structure de jeu au sens où elles impliquent une valeur des gains (quantifiable ou non) associés à une action, une communication entre les deux parties et des stratégies mises en œuvre pour réaliser cette action. 

#### Que faut-il pour pouvoir parler de relations internationales?
- horizontales régulières et délimitées politiquement les unes par rapport aux autres
- anarchie (absence d’autorité supérieure aux États)

À noter des relations le plus souvent instables
Anatol Rapoport (1962) propose de distinguer trois modes de conflits : le combat, les jeux de stratégie et le débat.

#### Trois modes de conflits (Rapoport)
1. Le combat

- motivé par une animosité mutuelle
- dans lequel, l’adversaire représente « juste » un stimulus nocif
- caractéristique d’un « monde sous humain » (« sub-human world »), au sens d'Anatol Rapoport[7] mais aussi ceux au sein de l’espèce humaine.

La principale nuance pour les conflits humains est qu’ils sont souvent déterminés par des hypothèses auto-prédictives (suspicion, préjugés, etc.) « orientant » les comportements des parties en présence. 
En idéalisant les combats à l’aide d’une description mathématique (équations différentielles), il est possible de les décrire comme des systèmes avec des boucles de feedback positives ou négatives traduisant la stabilité ou l’instabilité du système.
L. F. Richardson a le premier réussi à décrire la dynamique de la course aux armements de cette façon. Des biologistes l’ont également fait pour décrire les compétitions entre espèces.
Ces combats sont plus ou moins précédés par un enchaînement d’événements (physiques ou symboliques) et, non comme dans les jeux de stratégie, par un choix rationnel. 
2. Les jeux de stratégie

- motivés par un choix rationnel
- sans appartenance au monde sous-humain d'Anatol Rapoport
- dans lequel chaque joueur prévoit les issues possibles résultant des choix d’action pris par son adversaire et lui-même. Il suppose la rationalité de son adversaire égale à la sienne.

Exemples ;
- Les échecs, forme « idéale » de conflit humain où réflexion et imagination se substituent à la force physique. La seule blessure possible pourrait être de nature narcissique mais les joueurs chevronnés lui préfèrent la beauté de l’exercice.
- Tous les conflits de la vie réelle de type jeux stratégiques : compétition économique, bataille électorale, diplomatie internationale avec ses alliances, ses trahisons et ses opérations coups de poing.

Ainsi, comme un jeu, la guerre au sens de Clausewitz (continuité de la diplomatie) a ses règles, les camps adverses développent chacun leur stratégie dans le but de la gagner. Cette idée de protocole (règles, stratégies) associé à la guerre est à l’origine de vifs débats. De là à en déduire qu’il puisse exister une « guerre civilisée » (voir les interrogations du prince Andrei, dans Guerre et paix de Tolstoï), il n’y a parfois qu’un pas. Tuer par haine ou passion est–il plus excusable que tuer selon un protocole ?
Anatol Rapoport souligne que « l’objet de tout jeu est de gagner au moindre coût possible, donc sans guerre ». Il s’appuie sur le théorème du minimax (soit trouver la meilleure stratégie en se basant sur des considérations rationnelles). 
3. Le débat

- conflit de persuasion et non plus un conflit analogue à un jeu de stratégie.
- dans lequel pour convaincre, il faut conduire l’adversaire à vous écouter soit en profitant de sa capacité à imiter les autres (donc vous) soit en éclairant l’avantage qu’il tirerait à faire ce qui vous voulez qu’il fasse.

En résumé, Rapoport distingue trois modes de conflit avec trois buts différents :
- dans un combat le but est d’éliminer son adversaire
- dans un jeu de stratégie, le but est d’être plus malin que son adversaire,
- dans un débat il s’agit de convaincre son adversaire.

Exemples :

- Négociations commerciales (de l’OMC etc.)
- Négociations climatiques

## Outils «vulgarisés» par la théorie des jeux

### Définition du jeu et présentation des types de jeux
Un jeu est une interaction stratégique entre deux entités.
Les principales typologies de jeu sont les suivantes :
- des jeux à somme nulle (ce qu’un joueur gagne, son adversaire le perd), qui furent les premiers étudiés par John von Neumann et Oskar Morgenstern (VNM) dès 1944 et des jeux à somme non nulle (ex : dilemme du prisonnier)
- des jeux coopératifs (dans lesquels les joueurs peuvent communiquer entre eux) et des jeux non coopératifs (dans lesquels les joueurs sont interrogés séparément et ne peuvent pas communiquer entre eux)

On distingue à ce niveau deux sous-catégories selon que les jeux sont dynamiques ou non:
- des jeux simultanés
- des jeux séquentiels

La notion de jeux simultanés ou jeux séquentiels introduit une dynamique temporelle.

### Nature de l’informationdisponible pour les joueurs
Le type d’information dont disposent les joueurs lors du jeu est crucial. Cette information peut être de deux types : 
- une information parfaite lorsque le joueur est parfaitement informé des actions passées des autres joueurs, elle est imparfaite dans le cas contraire

Ex : Aux échecs, les joueurs ont une information parfaite. Chaque joueur voit l’échiquier et peut retenir les actions de son adversaire.
- une information incomplète si au moins un des joueurs ne connaît pas parfaitement la structure du jeu, elle est complète dans le cas contraire.

Les premiers jeux étudiés (par von Neumann et Morgenstern) furent des jeux à information complète.
Ex : Au poker, l’information des joueurs est incomplète. Les joueurs cachent leurs cartes et sont susceptibles de bluffer.
Par la suite, la pertinence de cette hypothèse d’information complète a été remise en question. Les modèles sont devenus plus complexes (John Harsanyi (1966), Reinhard Selten (1975)).

### Stratégie pure etstratégie mixte
D’une manière générale, « une stratégie d’un joueur doit spécifier une action pour ce joueur chaque fois qu’il est susceptible de jouer (s’il joue, par exemple, à plusieurs tours du jeu, nous devons spécifier une action pour chacun des tours» (Yildizoglu, 2003)
- Profil de résultat

Un profil de stratégies (ou résultat) « spécifie un déroulement complet du jeu en précisant une stratégie par joueur » (ibid.).
Il existe deux types de stratégies :
- Stratégie pure

Une stratégie pure est constituée d’une action pure. Exemple : entrer ou non sur un marché.
- Stratégie mixte

Une stratégie mixte, si, d’un joueur i est définie comme suit :
```
 si=∑α Ciα∏iα avec Ciα>0 et ∑αCiα=1 et où ∏iα est une αième stratégie pure du joueur i
```

Exemple : {Entrer ou non sur un marché} + {Produire ou non sur ce marché}

### Issue du jeu et prédiction de l’issue du jeu
von Neumann et Morgenstern ont introduit la fonction d’utilité pour attribuer un nombre à chaque conséquence relative au choix de l’un des joueurs. Elle suppose la rationalité des acteurs.

#### Prédiction de l’issue du jeu
John Nash (1950) a caractérisé l’issue du jeu.
L’équilibre de Nash se définit comme un ensemble de stratégies (une par joueur) tel qu’aucun joueur ne puisse obtenir un gain supplémentaire en changeant unilatéralement de stratégie.
Il est utilisé pour déterminer l’issue des jeux à information complète statique ou dynamique. Cet équilibre renvoie à un critère « d’absence de regret ».
Le théorème d’existence de l’équilibre de Nash postule que tout jeu fini admet au moins un équilibre de Nash (et éventuellement en stratégies mixtes).
Une extension de l’équilibre de Nash est l’équilibre bayésien (Thomas Bayes). Celui-ci est utilisé pour déterminer l’issue de jeux, statiques ou dynamiques, à information incomplète. Il est défini comme un ensemble de stratégies (une par joueur) et un système de croyances (c’est-à-dire des probabilités affectées à la réalisation de chaque valeur possible des paramètres inconnus du jeu) associées à ces stratégies tels que, à chaque étape du jeu :
- aucun joueur n’a intérêt à changer de stratégie étant donné les stratégies des autres joueurs et le système de croyances, etc.
- les croyances sont déduites des stratégies d’équilibre et des actions observées en appliquant la règle de Bayes[8]  (Eber, 2004).

Le théorème d’existence de l’équilibre bayésien postule que tout jeu dynamique fini à information incomplète admet au moins un équilibre bayésien parfait.
En résumé :
|                        | Jeu statique       | Jeu dynamique                                        |
| Information complète   | Équilibre de Nash  | Équilibre de Nash parfait en sous-jeux               |
| Information incomplète | Équilibre bayésien | Équilibre bayésien parfait (ou équilibre séquentiel) |

#### Représentation du jeu
Il existe deux principales formes de représentation du jeu employées par von Neumann et Morgenstern :
- une forme normale c’est-à-dire sous la forme d’un tableau ou d’une matrice représentant les gains de joueurs,
- une forme dite extensive c’est-à-dire sous la forme d’un arbre (arbre de Kuhn, 1953).

L'arborescence pose un problème. Sa forme peut induire en erreur. Elle suggère, par sa forme, que les actions des joueurs sont séquentielles. Mieux vaut utiliser une matrice pour représenter des actions simultanées et éviter toute confusion.

#### Principaux types de jeux

##### Les travaux de J. von Neumann & O. Morgenstern (VNM) - Jeux à somme nulle
- Jeu à somme nulle

Le jeu à somme nulle a été le premier à être étudié (théorème du minimax) de J. von Neumann. Dans un tel jeu, ce qu’un joueur gagne, son adversaire le perd. La somme des « payoffs » (ou  résultats du jeu) est toujours nulle.
| Rappel au sujet du théorème du minimax de J. von Neumann : ce théorème dit que dans tout jeu à somme nulle, il existe une stratégie meilleure pour chaque adversaire, et garantissant – au moins sur le long terme- que celui qui la choisira gagnera autant qu’il est possible de gagner avec les règles du jeu existantes. |

Néanmoins, ces jeux à somme nulle ignorent le concept d’intérêt personnel ou collectif (exemple : choix d’une solidarité basée sur l’intérêt collectif) ce qui revient alors à faire intervenir un troisième joueur qui transforme alors le jeu à somme nulle en jeu à somme non nulle (voir ci-après). 
- Jeu à somme non nulle

1. Le « dilemme du prisonnier », le plus célèbre « Le dilemme du prisonnier incarne l’idée fondamentale (notamment en économie) selon laquelle la confrontation des intérêts individuels ne débouche pas nécessairement sur l’optimum collectif » (Eber 2004).

À l’origine, il s’agit d’un jeu expérimental, proposé par deux mathématiciens Melvin Dresher et Merrill Flood en janvier 1950. M. Dresher et M. Flood cherchaient, à l’époque, à évaluer la robustesse du concept d’équilibre de leur collègue J. Nash. Mais Alfred Tucker, un autre mathématicien, popularisera ce jeu en le nommant « dilemme du prisonnier », lors d’un séminaire au département de psychologie de l’[université Stanford] en mai 1950 :
« Deux hommes, accusés d’avoir conjointement enfreint la loi, sont détenus séparément par la police. Chacun est informé que :
1. si l’un des deux avoue et que l’autre non, le premier aura une récompense (payoff +1) alors que le second sera lourdement condamné (payoff -2),
2. si les deux avouent, ils subiront tous les deux une peine légère (payoff -1) ; en même temps chacun a de bonnes raisons de croire que
3. si aucun des deux n’avouent, chacun repartira libre. » (Tucker, 1950)
La formulation originale du dilemme du prisonnier a donc la structure suivante :
|              |                  | prisonnier 1 | prisonnier 1     |
|              |                  | avoue (A)    | n'avoue pas (NA) |
| prisonnier 2 | avoue (A)        | -1, -1       | -2, +1           |
| prisonnier 2 | n'avoue pas (NA) | +1, -2       | 0, 0             |

Ce jeu est un jeu à deux personnes, symétrique, à somme non nulle non coopératif (les deux prisonniers ne peuvent communiquer). Chaque joueur dispose de deux stratégies pures : avouer (A) ou ne pas avouer (NA).
À noter que la stratégie A est une stratégie dominante pour les deux prisonniers.  Par conséquent, le seul équilibre de Nash du jeu est le couple de (A ; A) qui entraîne une peine légère (payoff -1) pour les deux prisonniers. En outre, si les deux prisonniers avaient coopéré, ils seraient repartis libres. 
Le dilemme réside dans le fait que la situation de chacun des prisonniers est meilleure si aucun des deux n’avoue, mais aucun des deux ne prendra le risque d’avouer, car chacun sait que s’il n’avoue pas, l’intérêt de l’autre sera d’avouer.
1. Transformation simple d’un jeu à somme non nulle en jeu à somme nulle

Dans le dilemme du prisonnier précédemment décrit, si un joueur tiers intervenait (l’État par ex.), le jeu deviendrait un jeu à somme nulle (et à trois joueurs). Il n’aurait pas à choisir c’est-à-dire n’aurait qu’une seule stratégie mais recevrait les « payoffs » suivants :
|              |                  | prisonnier 1 | prisonnier 1     |
|              |                  | avoue (A)    | n'avoue pas (NA) |
| prisonnier 2 | avoue (A)        | 2            | 1                |
| prisonnier 2 | n'avoue pas (NA) | 1            | 0                |

Référence: Tucker A. W., (1983), “The Mathematics of Tucker: A Sampler”, The Two-Year College Mathematics Journal, Vol. 14, No. 3. (June., 1983), p. 228-232.
John von Neumann avait juste souligné, sans l’approfondir, ce phénomène dans son traitement du jeu de coalition à trois personnes. Cette composante ou « norme sociale » - c’est-à-dire ce qui est considéré comme juste et non gagnant par les joueurs - force l’issue du jeu à deux joueurs et somme nulle.
Ce jeu de coalition, au sens où il a été classiquement présenté par VNM (1944), est un jeu à information complète et somme nulle où une coalition de joueurs, S, et N\S un ensemble des joueurs n’appartenant pas à cette coalition cherchent respectivement à maximiser leur payoff et à maintenir le payoff de S à son plus bas niveau. En l’absence de coalition, chaque participant agit indépendamment des autres, sans collaboration ou communication avec eux. 
Tous les problèmes de formation de coalition sont essentiellement des problèmes de négociations qui n’entrent pas dans le cadre élaboré par John von Neumann.
Ils ont largement été étudiés par d’autres. Ils font intervenir des dimensions psychologiques (confiance, doute, conscience d’un intérêt collectif, susceptibilité ou immunité vis-à-vis des menaces etc.) qui  ont élargi le champ de la théorie des jeux. L’armée, peu habituée, à utiliser ces notions s’y est, en particulier, beaucoup intéressée par la suite.
1. Jeu non coopératif ou jeu de négociation

La négociation est une situation fréquente dans la réalité et a été particulièrement étudiée par les économistes de la théorie des jeux, J.F Nash, J.C. Harsanyi, R.Selten, etc. pour résoudre des problèmes d’échange. 
Historiquement, les travaux se sont basés bien évidemment sur les contributions de VNM. Puis le concept d’équilibre de Nash en information complète et le concept d’équilibre bayésien en information incomplète ont reflété respectivement le souci de déterminer l’état d’équilibre de ce type de jeux et de représenter mathématiquement l’asymétrie d’information inhérente aux échanges quels qu’ils soient. Enfin, Selten et d’autres ont introduit une dynamique temporelle en information complète ou incomplète dans l’analyse de situations d’interactions d’acteurs.
1. Jeux statiques
* Cas où l’information est complète
Dans « Non-cooperative games », J.F. Nash, dès 1950, a proposé une nouvelle approche pour traiter aussi les problèmes économiques classiques de négociation et non pas seulement les jeux (échecs, poker etc.).
Il propose un modèle de jeu fini à deux (n) personnes, à information complète et démontre qu’il existe au moins un équilibre ('Nash equilibrium') de ce type dans ce jeu fini à n personnes, à information complète.
Point d’équilibre
Un point d’équilibre est un profil de stratégies tel que chaque agent propose sa meilleure stratégie à l’autre 
Nash démontre l’existence d’un au_ moins un équilibre correspondant aux meilleures réponses possibles de chaque joueur ou équilibre de Nash.
Modélisation de l’information complète 
Idéalement, chaque personne a un comportement très rationnel ; chacune peut comparer précisément ses désirs pour différentes choses, chacune a les mêmes qualités de négociateur que l’autre et enfin chacune connaît complètement les goûts et préférences de l’autre. 
Pour traiter mathématiquement ce problème, J.F. Nash emploie la notion d’utilité qu’il lie au concept d’anticipation afin d’exprimer les préférences (élément manquant et critiqué dans le modèle de VNM) de joueurs engagés dans le processus de négociation. 
Utilité : « Le joueur 1 préfère A à B » se traduira par u1 (A) > u1 (B). Ainsi dans l’exemple ci-dessous, les utilités attendues de Bill et Jack pour l’échange d’objets personnels sont les suivantes :
(insertion tableau)
Ref: Nash J. F., avril 1950, « The Bargaining Problem », Econometrica, Vol. 18, No. 2., p. 155-162. 
S’il existe un objet ou un montant à échanger, la coopération peut se faire.
Dans l’exemple ci-dessus, la solution (« Nash bargaining solution ») consiste à une négociation sous forme de troc pour lequel la somme des utilités des joueurs est maximale et idéalement avec un profit égal pour chacune des parties. Ainsi, Bill échangera son chapeau contre un fouet ou une batte de base ball à Jack.
* Cas où l’information est incomplète
Après Nash, les apports ont été nombreux pour raffiner le modèle. En particulier l’hypothèse d’information complète a été modifiée pour refléter la réalité. Harsanyi (1966) a étendu le modèle de Nash à des jeux à information incomplète notamment en modélisant les préférences des joueurs à l’aide de distributions de probabilité et en lui associant la notion d’équilibre bayésien.
Il est défini comme un ensemble de stratégies (une par joueur) et un système de croyances (c’est-à-dire des probabilités affectées à la réalisation de chaque valeur possible des paramètres inconnus du jeu) associées à ces stratégies tels que, à chaque étape du jeu : 
- aucun joueur n’a intérêt à changer de stratégie étant donné les stratégies des autres joueurs et le système de croyances etc.
- les croyances sont déduites des stratégies d’équilibre et des actions observées en appliquant la règle de Bayes (Eber, 2004).

Le théorème d’existence de l’équilibre bayésien postule que tout jeu dynamique fini à information incomplète admet au moins un équilibre bayésien parfait.
2. Jeux dynamiques
* Cas où l’information est complète
Selten (1975) a introduit la notion de sous-jeu et a permis d’introduire une dynamique dans les jeux non coopératifs de Nash grâce à l’idée que dans une forme extensive du jeu, les équilibres qui imposent des menaces ou des promesses non crédibles (« trembling hand perfection ») doivent être éliminés. 
Il applique sa théorie à l’exemple des barrières à l’entrée.
La coopération en théorie des jeux
Van Damme et Furth (2002) soulignent que la terminologie de « jeux coopératifs ou non » peut conduire à des confusions. Le terme de jeu coopératif ne signifie pas que les joueurs ne souhaitent pas coopérer et qu’ils coopèrent automatiquement dans un jeu coopératif. 
« La différence […] réside dans le niveau de détail du modèle ; les modèles non coopératifs supposent que toutes les possibilités pour une coopération sont incluses comme des mouvements formels dans le jeu tandis que les modèles coopératifs sont ‘’incomplets’’ et permettent aux joueurs d’agir hors des règles détaillées qui ont été spécifiées ».
Les relations internationales s’apparentent à des relations de coopération/ dissuasion c’est pourquoi les principaux résultats de théorie des jeux ayant trait à la coopération sont rappelés ci-dessous :
- Le dilemme du prisonnier, une seule fois « joué », conclut qu’aucun agent ne coopérera.
- Infiniment répété ou répété de façon fini, le dilemme du prisonnier peut trouver un équilibre dans lequel les deux agents coopèrent.

* Le « dilemme du prisonnier » avec itération
Le dilemme du prisonnier a été largement repris par différentes disciplines scientifiques. Les théoriciens des jeux (P. Milgrom, 1984) retiennent les points suivants :
- il existe un unique équilibre de Nash qui implique une démission mutuelle (les deux prisonniers avouent),
- la coopération peut être un équilibre 
  - si le jeu est répété infiniment - « dilemme du prisonnier » répété à l’infini - plusieurs fois sans trop de remise sur le partage (Rubinstein, 1980)
  - ou si le jeu est répété un nombre fini - « dilemme du prisonnier » de façon finie - de fois et si les joueurs ne connaissent pas les motivations ou les stratégies des autres joueurs (Kreps, Milgrom, Roberts and Wilson (1982).

* Le « dilemme du prisonnier » selon une perspective « évolutionnaire
Dans une perspective évolutionnaire, la propriété de stabilité de l’équilibre de Nash est analysée. L’équilibre est stable quand, une fois l’équilibre ou la règle de comportement sont définis, personne n’a intérêt à changer la règle ou l’équilibre. 
Ainsi, Robert Axelrod, dans son ouvrage “The Evolution of Cooperation” (1984), s’interroge de la manière suivante: "Under what conditions will cooperation emerge in a world of egoists without central authority?”. Il teste non seulement la stabilité de l’équilibre mais aussi l’évolution de la coopération.
| « Stratégie gagnant-gagnant », un modèle philosophique attirant Robert Axelrod, dans son ouvrage “The Evolution of Cooperation” (1984), cherche à répondre à la question suivante: "Under what conditions will cooperation emerge in a world of egoists without central authority?” Pour tester la stabilité de cet équilibre, R. Axelrod demande à des collègues, qui ont étudié le dilemme du prisonnier dans leurs différentes disciplines (psychologie, biologie, économie, physique, mathématique, science politique, sociologie etc.), de proposer un programme, qu’ils estiment susceptible de remporter le plus de points, pour jouer à un jeu du dilemme du prisonnier répété 200 fois. Chaque programme contient la stratégie d’un joueur. Le jeu s’apparente à un tournoi dans lequel chaque stratégie est confrontée à tous les autres, à lui-même et à un programme aléatoire jouant au hasard. Le programme vainqueur est celui totalisant le plus de points. Le premier tournoi impliquant 14 programmes donna le programme « gagnant-gagnant » ou « Tit for Tat » d’Anatol Rapoport vainqueur. R. Axelrod décide de renouveler l’expérience avec 62 programmes et de nouveau le programme gagnant-gagnant d’A.Rapoport l’emporte. Or la stratégie « gagnant-gagnant » ou « Tit for Tat » d’A. Rapoport n’emporte aucun match du tournoi ! R. Axelrod (1984) (1) en déduit, que « [le dilemme du prisonnier] est simplement une formulation abstraite de quelques situations très courantes et intéressantes dans lesquelles ce qui est le meilleur pour une personne individuellement conduit à une situation d’échec mutuel tandis que chacune pourrait mieux s’en tirer avec une coopération mutuelle ». L’interprétation de ces résultats qui impliquent la supériorité du comportement coopératif dans un environnement de dilemmes du prisonnier répétés a été sujette à de nombreuses discussions. Selon Eber (2004), les résultats d’Axelrod montrent que, dans un monde de conflits permanents, il serait « optimal » de se comporter de la façon suivante: - « être a priori coopératif avec les autres (jouer [la stratégie de coopération (C)] lors du premier dilemme du prisonnier auquel on se trouve confronté), - punir son partenaire lorsqu’il n’a pas coopéré (jouer [la stratégie de non-coopération (D)] chaque fois que le joueur à jouer D au tour précédent) - pardonner et revenir à la coopération lorsque le partenaire se remet à coopérer (jouer C à chaque fois qu’il a joué C le coup précédent) ». Cette philosophie politique, certes plaisante, est très débattue. Les conclusions auxquelles Axelrod aboutit sont en particulier liées à la simplification du modèle comparé à la situation réelle analysée. Référence : Milgrom P. R. (1984), “Book review: Axelrod's "The Evolution of Cooperation" The Evolution of Cooperation. R. Axelrod” Review author[s]: Paul R. Milgrom, The RAND Journal of Economics, Vol. 15, No. 2. (Summer, 1984), p. 305-309. |

Jeux non coopératifs, principalement utilisés pour étudier les relations internationales
Les relations internationales ont été largement étudiées par les théoriciens des jeux (Rapoport, Guyer, Hamburger 1966-1969) et la pertinence des jeux non coopératifs 2x2 et de leur équilibre de Nash a été précisément vérifiée pour ces études (C. Schmidt) par Brams, Hessel, Wittman 1977-1984). 
Corollaire
Les relations internationales seront principalement décrites à l’aide de jeux à somme non nulle coopératifs selon les situations.

## Appropriations dans le cadre de travaux sur les négociations internationales
Les exemples trouvés à partir de faits politiques et traduisant un état des relations internationales permettront d’illustrer celles-ci avec le vocabulaire de la théorie des jeux.

### La dissuasion nucléaire
Une dissuasion est un jeu dans lequel aucun des deux États, n’a intérêt à se lancer dans l’action car les dégâts seraient trop importants (destruction mutuelle assurée ou MAD) ni n’a intérêt à renoncer car sinon deviendrait vulnérable. L'équilibre de la terreur pendant la guerre froide causé par la prolifération des armes de destruction massive en est l'illustration la plus parlante. Les doctrines les plus représentatives en matière de stratégie nucléaire sont la doctrine Dulles, ou doctrine des représailles massives, et la doctrine Mac Namara. La première fut la doctrine nucléaire américaine de 1953-54 à 1962 (où elle fut remplacée par la doctrine MacNamara de riposte graduée). La doctrine nucléaire Dulles, extrêmement rigide, avait un principe simple : toute attaque soviétique contre un pays membre de l'OTAN exposait l'URSS à des représailles nucléaires massives sur ses villes, sans préavis et sans retenue. En 1962, la doctrine MacNamara (ou doctrine de la riposte graduée) devient la ligne géopolitique choisie par les Américains en matière de stratégie nucléaire : elle implique un recours progressif et adapté aux armes de destruction massive. Robert McNamara, secrétaire d'état dans l’Administration Kennedy, veut s’écarter de la précédente doctrine Dulles, dite des représailles massives. Dans le cas où la dissuasion échouerait, refusant une stratégie nucléaire apocalyptique, il cherche un moyen de poursuivre des négociations pour mettre fin au conflit, même après une première utilisation d’armes nucléaires.
Deux types de dissuasion existent :
- Dissuasion unilatérale
- Dissuasion bilatérale

Le rapport de forces entre les États sera déterminant.
Ci-dessous quelques exemples :
- L'Inde et le Pakistan possèdent chacun l’arme nucléaire (relation symétrique) mais par cette dissuasion aucun des deux n’est tenté d’en faire usage.
- L'épisode du débarquement de la baie des Cochons illustre un rapport de forces asymétrique. Seuls les États-Unis disposaient alors de l’arme nucléaire.
- Ou encore au Moyen-Orient, où seul Israël possède l’arme nucléaire dans la zone.

Le coût économique nécessaire pour posséder l’arme nucléaire étant inférieur au coût de destruction, le jeu est gagnant en termes de coût de destruction mais en coût absolu (indépendamment des retombées civiles) l’avantage est moins net. La paix est à ce prix.

#### Exemple du jeu de la poule mouillée (Eber 2004)
La matrice des gains de ce jeu est la suivante (matrice no 1) :
|          |   | joueur 1 | joueur 1 |
|          |   | A        | B        |
| joueur 2 | A | 0, 0     | +1, -2   |
| joueur 2 | B | -2, +1   | -8, -8   |

Les joueurs 1 et 2 étant Khrouchtchev et Kennedy, chacun menace l’autre d’utiliser l’arme nucléaire. Cette  menace est peu crédible mais aucun des protagonistes ne veut perdre la face.
Le gouvernement Kennedy en réponse à la menace russe d’installer des missiles à Cuba menace à son tour l’URSS de guerre nucléaire (stratégie agressive B) plutôt que d’accepter l’installation des missiles (stratégie conciliante A). Khrouchtchev peut soit surenchérir (B) ou céder à la pression américaine (A). Il a choisi la seconde solution. 
Origine de l’appellation "jeu de la poule mouillée"
Ce jeu fait référence à un « jeu » très à la mode dans les années 1950 et mis en scène dans le film « La fureur de vivre ». Deux automobilistes roulent en sens inverse dans une rue étroite, le perdant qualifié de « poule mouillée » est celui qui donne un coup de volant pour monter sur le trottoir et éviter son concurrent.  Ce jeu représente bien des situations de crise dans le domaine des relations internationales. 
A correspond à monter sur le trottoir et B à continuer tout droit.
Les joueurs ne peuvent communiquer. Ils jouent simultanément.
(A, A) : les deux joueurs s’évitent et montent sur le trottoir simultanément. Il n’y a ni gagnant ni perdant, payoffs nuls.
(B, B) : les deux joueurs continuent tout droit et ont un accident d’où les « payoffs » négatifs élevés.
(B, A) ou (A, B) : l’un de deux s’écarte et perd la face (payoff de -2) tandis que l’autre l’emporte (payoff de 1). 

#### Notion de crise internationale appliquée aux relations internationales (C. Schmidt, 1994)
C. Schmidt utilise les outils de la théorie des jeux et en particulier les jeux 2x2 non coopératifs pour comprendre les processus de décision dans les crises internationales. 
Trois sources principales de crise sont identifiées par C. Schmidt:
- « un manque de discrimination parmi les stratégies disponibles sur les bases d’un choix rationnel
- une ambiguïté sur le cadre de la situation
- une mauvaise interprétation du jeu réel par les joueurs ».

La matrice utilisée pour décrire une crise internationale est un prototype (matrice 1 ci-dessous). À partir de celle-ci, C. Schmidt démontre à partir de résultats expérimentaux que, selon le traitement des préférences des pays en présence, l’issue est différente. 
Selon C. Schmidt, cette matrice est un prototype pour trois raisons :
1. elle couvre tous les types de combinaison d’intérêts entre le pays I et le pays II
2. de nombreuses interprétations de celle-ci peuvent être trouvées dans le champ des relations internationales telles que :
  1. Ex : La crise nucléaire américano-soviétique pendant la guerre froide. Les États-Unis (I) et l’Union Soviétique (II) ont deux actions alternatives : (a1, a2) signifie « attaque » et (b1, b2) signifie « n’attaque pas » (en ne considérant qu’un coup).
  2. Ex : Un dilemme de coopération dans plusieurs cas (Axelrod, 1984) avec (a1, a2) signifie « défaite » et (b1, b2) signifie « coopère ».
3. Toutes les sources de crise, citées ci-dessus, ont toutes une solution.

Sous l’hypothèse d’indépendance des préférences des pays, l’addition de joueurs aux deux premiers ne modifie pas la structure du jeu. 
Analyse de la matrice 1
Les deux pays connaissent toutes les règles du jeu, leurs propres préférences et les conséquences de chacune sur les actions possibles sur les préférences de l’autre. Dans ce jeu, l’information est donc complète.
Ce jeu a deux propriétés intéressantes :
- chacune des quatre issues possibles est un équilibre de Nash
- aucune des actions possibles ne conduit à une stratégie dominante.

Celles-ci renseignent sur la signification de la crise replacée dans un contexte international et de jeu non-coopératif : les règles du jeu bloquent l’ensemble du processus de prise de décision rationnel. Le choix de l’issue dépend uniquement de la stratégie choisie par l’autre joueur. Si le pays II choisit d’attaquer (a2) le gain du pays I sera le même quel que soit son choix (et réciproquement).
Changement de configuration initiale de la crise
Si l’on change la configuration initiale de la crise, la situation de crise peut être améliorée c’est-à-dire résolue de deux façons
- en introduisant des menaces dans le jeu: perspective de dissuasion (Nash) ; voir matrice no 2

|          |   | pays 1 | pays 1 |
|          |   | A      | B      |
| joueur 2 | A | 0, 0   | 0, 0   |
| joueur 2 | B | 0, 0   | 1, 1   |

matrice 2 où B correspond à une stratégie d’attaque et A à une stratégie pacifique (opposée)
- ou en supposant la connaissance d’une information additionnelle hors du jeu : perspective de coordination (Schelling, 1960).

La littérature sur les modèles de dissuasion appliqués aux relations internationales grâce à la théorie des jeux est abondante (Brams 1985 ; Rudnianski 1986, 1991 ; Powell 1990).

### Rapport deprotectionnisme
Le protectionnisme permet de gagner une protection (constitution d’une rente, etc.) au détriment d’une dynamique économique de l’économie de marché.
Ce rapport s’apparente à une sorte de théorie du cartel. Le protectionnisme est « une sorte de cartel public ».
Dans ce type de rapport, deux figures classiques sont possibles :
- le tricheur qui rompt l’accord pour en tirer un avantage sachant que les autres ne le font pas (ex : dumping avec triche sur les quantités ou sur les prix)
- le franc-tireur qui refuse l’accord mais en tire un avantage (exemple du Mexique vis-à-vis de l'OPEP : L’OPEP garantit un cours de brut et le Mexique, non membre de l’OPEP et pétrolier, se positionne par rapport à ce cours)

#### Le problème de la guerre commerciale (Paul Krugman&Maurice Obstfeld, 2001)
Dans les années 1980, les États-Unis demandèrent au Japon de limiter ses exportations de voitures vers les États-Unis au nom de la protection de l’industrie nationale. Le Japon accepta cette demande et la relance de l’industrie automobile américaine suivit. En revanche, il refusa de céder à l’autre demande américaine concernant l’élimination des quotas sur la viande bovine et les citrons. Ces quotas obligeaient les consommateurs japonais à acheter des produits domestiques plus chers que les produits américains.
Sans approfondir les politiques des deux protagonistes, ces faits illustrent les conflits commerciaux qui s’articulent autour de la problématique du libre-échange : Faut-il favoriser le libre-échange ? Nous ne débattrons pas ici des avantages (ou gains) et des inconvénients (ou pertes) et renverront le lecteur à l’ouvrage de Krugman et Obstfeld, entre autres. En revanche, nous soulignerons l’importance croissante, depuis la fin de la seconde guerre mondiale, des négociations internationales (commerciales ici) que cet exemple illustre.
La négociation internationale peut éviter une guerre commerciale. Considérons, en effet, les deux pays précédents, les États-Unis et le Japon. Simplifions les faits relatés ci-dessus en les « réduisant » aux deux choix politiques suivants : libre-échange ou protection. Supposons que, « de manière assez inhabituelle, les gouvernements sont suffisamment éclairés sur les avantages qu’ils retirent des deux politiques pour leur attribuer une valeur numérique précise» (Krugman & Obstfeld, 2001). Voir tableau ci-dessous.
|               |                 | États-Unis |           |
| Libre-échange | Protectionnisme |            |           |
| Japon         | Libre-échange   | 10 ; 10    | - 10 ; 20 |
| Japon         | Protectionnisme | 20 ; - 10  | - 5 ; - 5 |

Les valeurs des gains de cette matrice correspondent aux deux hypothèses suivantes :
- hypothèse « protectionniste » selon laquelle « le gouvernement de chaque pays choisirait la protection s’il pouvait considérer la politique du partenaire comme donnée »,

Selon la première hypothèse, le gouvernement américain est dans une meilleure situation en optant pour le protectionnisme, ce quelle que soit la politique du Japon. Krugman & Obstfeld soulignent que cela n’est pas nécessairement vrai bien que beaucoup d’économistes soient favorables à cette hypothèse en raison non seulement de l’intérêt public. Mais les gouvernements ont leur propre intérêt politique et « … [ils] trouvent souvent qu’il est politiquement difficile de refuser la protection à certaines industries ».
- hypothèse « libre-échangiste » selon laquelle « même si chaque gouvernement gagnait le plus en optant pour la protection, ils seraient et l’autre dans une meilleure situation s’ils choisissaient d’un commun accord le libre échange ».

On notera qu’il s’agit de la matrice du dilemme du prisonnier.
La situation la plus favorable à chacun des pays est le protectionnisme : gain de +20 pour celui qui choisit la protection associée à une perte de -10 si l’autre a opté pour le libre échange. Si les deux pays choisissent unilatéralement le protectionnisme, ils perdent chacun -5. Cependant la matrice montre qu’ils ont intérêt à se mettre d’accord pour le libre-échange, ils sont tous les deux dans une meilleure situation (gain de +10 pour les deux). Cet exemple simplifié montre que la coordination est l’issue favorable.

## Application aux négociations climatiques internationales
Le changement climatique représente probablement la menace environnementale la plus importante à laquelle l'humanité ait eu à faire face. Parmi ses facteurs aggravants, la longue réticence de ses acteurs à accepter les observations, ou encore l'importance des coûts qui y sont associés. L'urgence de l'action et de la coordination des pays est devenue une nécessité. Les négociations pour lutter contre le changement climatique sont liées à ses caractéristiques :
- Le climat est un bien public mondial;
- Le changement climatique est un phénomène cumulatif et dont les effets sont à très long terme voire irréversibles;
- Le changement climatique va affecter de façon asymétrique les régions du monde : les pays en développement vont davantage souffrir du changement climatique bien que les pays développés soient historiquement en grande partie responsable de la concentration de GES dans l'atmosphère dans le cadre de leur processus d'industrialisation.

La difficulté à obtenir un nombre de pays signataires suffisant au protocole de Kyoto et le retrait des États-Unis du protocole de Kyoto en 2001 a vu foisonner des articles de théorie des jeux appliquant la grille d'analyse traditionnelle aux négociations climatiques internationales.

### Négociations climatiques internationales et dilemme du prisonnier
Le problème des émissions de gaz à effet de serre (GES) est une illustration typique de la tragédie des biens communs (tragedy of the commons) de Hardin et peut être considéré comme un dilemme du prisonnier (Barret, Carraro, Cesar, Ecchia et Mariotti) : l'impact de l'émission d'une tonne de GES est mondial, ce n'est ni une pollution locale, ni une pollution régionale. Ainsi, tous les pays profitent des réductions de GES effectuées par les autres pays, mais il n'existe pas, en dehors des mécanismes mis en place dans le cadre du protocole de Kyoto, d'incitation à réduire volontairement ses émissions (Lise, Tol et van der Zwann, 2001).

### Négociations climatiques internationales et jeux coopératifs
Il existe dans le cadre des négociations climatiques internationales des regroupements de pays :
- Les pays signataires de la Convention cadre des Nations Unies sur le Changement Climatique et les pays non-signataires
- Les pays signataires du protocole de Kyoto et les pays non-signataires
- Les pays développés et les pays en développement qui tentent de se mettre d'accord sur le meilleur moyen de lutter contre les émissions de GES tout en permettant le développement économique.

Ainsi, les négociations climatiques internationales ont été analysées comme des jeux coopératifs par Carraro (1997), Botteon et Carraro (1998) et Carraro et Siniscalco (1997). Ils se sont notamment intéressés à la théorie de la stabilité du cartel en se concentrant sur les probabilités d'émergence d'accords climatiques internationaux (Lise, Tol et van der Zwann (2001)).
La théorie de la stabilité des cartels appliquée aux coalitions (d'Aspremont et Gabszewicz, 1986) permet d'obtenir un nombre de jeux finis de solutions. Les trois caractéristiques du cartel sont les suivantes : 
- Stabilité interne du cartel : les régions du cartel ont-elles intérêt à sortir du cartel? Le cartel est jugé stable du point de vue interne si aucun membre de la coalition n'a intérêt quitter le cartel pour redevenir un singleton.
- Stabilité externe du cartel : les régions en dehors du cartel ont-elles intérêt à rejoindre le cartel? Le cartel est jugé stable du point de vue externe si aucun singleton n'a intérêt à joindre le cartel.
- Profitabilité : Y a-t-il des gains additionnels pour les membres d'une coalition par rapport au cas où il n'y aurait pas de coalition? Une coalition est jugée stable quand elle l'est de façon interne et externe.

La lecture des négociations climatiques internationales à la lumière des jeux coopératifs a montré que seules les coalitions de taille modeste étaient stable et que si une coopération complète (optimum social) permet un bien-être considérable par rapport à pas de pas coopération du tout (équilibre de Nash), les coalitions stables ne permettant qu'un bien-être relativement faible (Dellink, von Ierland, Finus, 2003).
Des efforts de modélisation ont été également effectués : ainsi, Dellink, von Ierland, Finus (2003) modélisent la stabilité des coalitions pour douze régions du monde et montrent que des coalitions stables se forment si les gains consécutifs à la réduction des émissions de GES sont suffisamment élevés. Cependant, ces coalitions ne permettent d'obtenir qu'un équilibre marginalement supérieur à un équilibre de Nash.

### Négociations climatiques internationales et jeux non-coopératifs
À l'inverse, Barret (1998) aborde les négociations climatiques internationales en tant que jeux non-coopératifs. Il montre les difficultés à obtenir une coalition de pays suffisamment grande dans un jeu non-répétitif.
Buchner et Carraro (2006) trouvent dans cette grille de lecture une intéressante application dans l'impact de la participation de la Chine dans les négociations climatiques de réduction des GES sur un possible retour des États-Unis à la table des négociations et une éventuelle ratification du protocole de Kyoto. Pour rappel, les États-Unis avaient en partie justifié la non-ratification du protocole par la non-ratification du traité par la Chine. En dépit de cette hypothèse de travail, Buchner et Carraro concluent qu'il est peu probable que les États-Unis acceptent un tel traité au moins à court terme. Il est davantage probable que les États-Unis adoptent des accords unilatéraux et dans le cas où à la fois la Chine et les États-Unis seraient favorables à la réduction des GES, un accord bilatéral entre États-Unis et Chine est l'option qui serait vraisemblablement retenue dans ce cadre d'analyse.

### Négociations climatiques internationales et jeux répétitifs
La ratification d'un traité concernant la régulation des GES se heurte naturellement au problème du passager clandestin : chaque pays a intérêt à ce que les autres pays ratifient le traité de réduction, mais il a tout intérêt à ne pas le signer car il peut ainsi maintenir ses émissions (bénéfice local et dommage mondial) et bénéficier de l'effort consenti par les signataires (bénéfice mondial vraisemblablement plus grand le dommage causé par le free rider).
Pour Barret, dans le cas d'un jeu répétitif, la répétition des négociations et la menace exercée par les sanctions permettent d'augmenter la taille de la coalition. Il s'intéresse notamment aux moyens de pénaliser les passagers clandestins et de la crédibilité des menaces associées.
Une voie d'amélioration du protocole de Kyoto pour la phase post-2012 serait de lui ajouter un volet technologique afin de limiter le problème du passager clandestin. En effet, Lise, Tol et Van der Zwann (2000) montrent que si les négociations climatiques internationales sont couplées avec des transferts de technologies, les incitations à coopérer sont d'autant plus élevées.
À l'opposé, Carraro et Siniscalco (1993) soutiennent que l'utilisation de jeux répétitifs n'est pas utile étant donné que les comportements observés dans les négociations climatiques internationales ne laissent pas entrevoir de stratégies de déclic (trigger strategy) : en effet, les stratégies de déclic dans le cas des GES impliquent de s'infliger une punition à soi-même (de par la nature mondiale de l'impact des GES).
Le théorème folk dans le cas de jeux répétitifs soutient l'idée qu'il est toujours possible de maintenir un gain plus élevé que dans le cas du minimax si le facteur d'actualisation est suffisamment élevé pour les jeux répétés à l'infini et si l'information est incomplète pour les jeux répétés un nombre de fois données (Fudenberg et Maskin, 1986).

### Négociations climatiques internationales et incertitude
Na et Shin (1998) ont apporté à l'analyse une importante caractéristique de la théorie des jeux : ils incorporent l'incertitude des résultats et montrent que la probabilité qu'une grande coalition soit stable est d'autant plus élevée que les négociations sur le changement climatique commencent tôt, ajoutant à l'urgence environnementale, une urgence de négociation.

### Négociations climatiques internationales et jeux TOSS
L'approche unificatrice proposée Greenberg (1990) intitulée Theory of Social Situation (TOSS) permet de fournir un cadre d'analyse à la question de la formation des coalitions dans la négociation climatique avec les paramètres suivants : un ensemble de joueurs, un ensemble de résultats possibles, une fonction de gain associée aux résultats et un comportement typique des joueurs (standard of behaviour). Ce comportement typique indique aux joueurs quels résultats dans chacune des configurations sont des solutions du jeu.
Lise, Tol et van der Zwann (2001) abordent les questions de coalitions des pays dans le cadre de la négociation climatique internationale autour du protocole de Kyoto en se basant sur des jeux TOSS.
Ils montrent que l'acceptation des accords climatiques internationaux augmente si le pays a une vision à long terme (une vue du jeu à long terme) et/ou si le pays s'engage de manière volontaire à respecter à horizon définie des engagements de réduction d'émissions de GES.
Ils procèdent à l'analyse de trois situations (des équilibres en théorie de jeux plus classique) : 
- Analyse de la situation de cartel : jeu de cartel.
- Analyse de la situation d'engagement incrémental.
- Analyse de la situation de négoce.